# Cap-San-Klasse (2013)

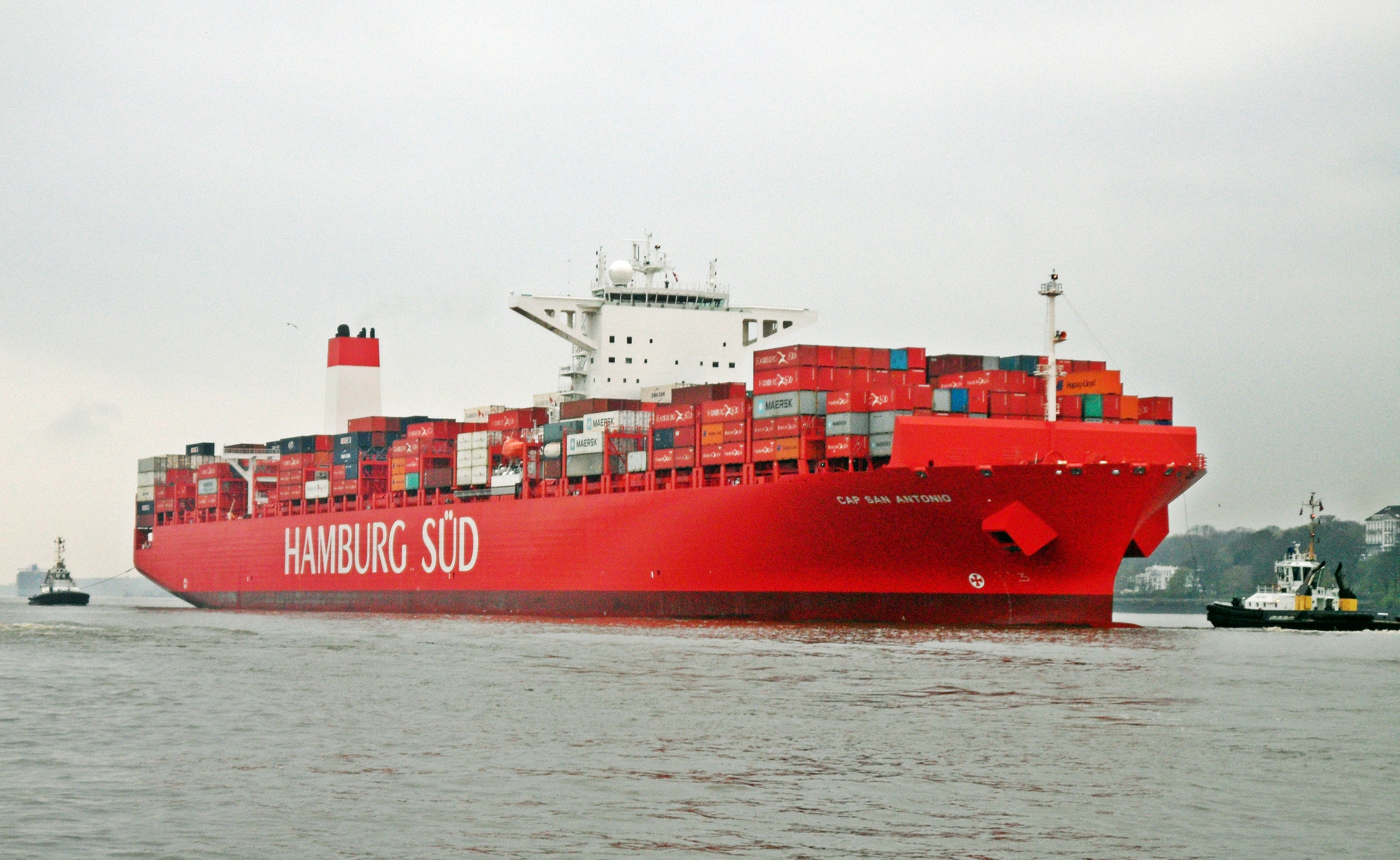
Die Cap San Antonio einkommend Hamburg

Die Schiffe der Cap-San-Klasse sind Containerschiffe, die den Dienst Europa–Südamerika-Ostküste der Reederei Hamburg Süd bedienen. Die ersten beiden Einheiten der Klasse wurden 2013 in Dienst gestellt und bedienten zunächst die Route Asien–Südamerika-Ostküste. Gemeinsam mit den 2016 bei Hapag-Lloyd eingeführten Frachtschiffen der Valparaíso-Express-Klasse zählen sie zu den größten Kühlcontainerschiffen weltweit.
2015 wurde die Baureihe um drei weitere Schiffe (Cap San Juan, Cap San Lazaro, Cap San Vincent) ergänzt. Im Gegensatz zur ersten Baureihe wurden die drei letzten Schiffe bei DSME gebaut. Die Containerkapazität dieser Schiffe ist gegenüber den anderen Schiffen leicht erhöht; die Kühlcontainerkapazität stark vermindert. Die drei Schiffe gehörten zuerst Hamburg Süd und wurden 2018 an FPG Shipholding verkauft. Seitdem fahren sie in Charter von Hamburg Süd.

## Technik
Das Deckshaus ist, anders als bei der Mehrzahl der herkömmlichen Containerschiffe, weit vorne angeordnet, was einen verbesserten Sichtstrahl und somit eine höhere vordere Decksbeladung ermöglicht. Die Laderäume der Schiffe werden mit Pontonlukendeckeln verschlossen. Die Schiffe haben eine maximale Containerkapazität von 9600 TEU. Es sind Anschlüsse für 2100 Integral-Kühlcontainer vorhanden.
Der Antrieb der Schiffe besteht aus einem bei Hyundai in Lizenz gebauten Siebenzylinder-Zweitakt-Dieselmotor des Typs MAN-B&W 7S90ME-C9 mit einer Leistung von 55.300 PS, der direkt auf einen Festpropeller wirkt und eine Geschwindigkeit von rund 21 Knoten ermöglicht.

## Die Schiffe
| Cap-San-Klasse               | Cap-San-Klasse | Cap-San-Klasse | Cap-San-Klasse                                   | Cap-San-Klasse | Cap-San-Klasse             |
| Bauname                      | Bau- nummer    | IMO- Nummer    | Kiellegung Stapellauf Fertigstellung             | Auftraggeber   | Umbenennungen und Verbleib |
| ---------------------------- | -------------- | -------------- | ------------------------------------------------ | -------------- | -------------------------- |
| Cap San Nicolas              | 2521           | 9622203        | 24. Dezember 2012 8. März 2013 31. Mai 2013      | Hamburg Süd    | 2023: San Nicolas Mærsk    |
| Cap San Marco                | 2522           | 9622215        | 29. Januar 2013 12. April 2013 1. Juli 2013      | Hamburg Süd    | 2023: San Marco Mærsk      |
| Cap San Lorenzo              | 2523           | 9622227        | 13. Februar 2013 3. Mai 2013 26. Juli 2013       | Hamburg Süd    | 2023: San Lorenzo Mærsk    |
| Cap San Augustin             | 2524           | 9622239        | 12. März 2013 16. Mai 2013 2. September 2013     | Hamburg Süd    | 2023: San Augustin Mærsk   |
| Cap San Antonio              | 2525           | 9622241        | 2. Juli 2013 27. September 2013 7. Januar 2014   | Hamburg Süd    | 2023: San Antonio Maersk   |
| Cap San Raphael              | 2526           | 9622253        | 20. August 2013 8. November 2013 27. Januar 2014 | Hamburg Süd    | 2024: San Raphael Maersk   |
| Cap San Artemissio           | 2527           | 9633939        | 1. Oktober 2013 13. Dezember 2013 1. April 2014  | Enesel         | so in Fahrt                |
| Cap San Maleas               | 2528           | 9633941        | 12. November 2013 17. Januar 2014 17. Mai 2014   | Enesel         | so in Fahrt                |
| Cap San Sounio               | 2529           | 9633953        | 17. Dezember 2013 28. Februar 2014 2. Juni 2014  | Enesel         | so in Fahrt                |
| Cap San Tainaro              | 2530           | 9633965        | 18. Dezember 2013 4. April 2014 1. Juli 2014     | Enesel         | so in Fahrt                |
| Daten: Equasis, grosstonnage |                |                |                                                  |                |                            |